# Blenina astarte
Blenina astarte är en fjärilsart som beskrevs av Fawcett 1916. Blenina astarte ingår i släktet Blenina och familjen trågspinnare. Inga underarter finns listade i Catalogue of Life.